# Gnuboy
 (juillet 2018).
Si vous disposez d'ouvrages ou d'articles de référence ou si vous connaissez des sites web de qualité traitant du thème abordé ici, merci de compléter l'article en donnant les références utiles à sa vérifiabilité et en les liant à la section « Notes et références ».
gnuboy (écrit en minuscules, et parfois de manière erronée GNU Boy) est un émulateur libre de la console Game Boy diffusé sous licence GNU GPL. Il est compatible avec 99 % des logiciels tournant sur les consoles Game Boy (« DMG ») et Game Boy Color (« CGB ») de Nintendo. Il n'est pas compatible avec le Super Game Boy ou la Game Boy Advance.
Gnuboy n'est plus développé depuis 2010/2012.
Le code de gnuboy a été réutilisé pour les émulateurs iBoy (sous iPodLinux) et RockBoy (sous Rockbox).